# Maciej Płażyński

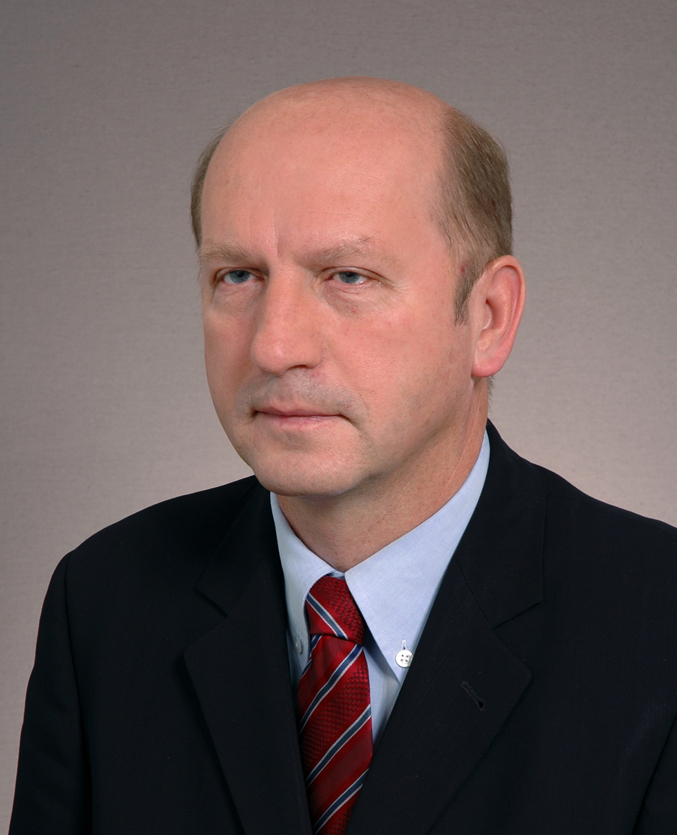
Maciej Płażyński

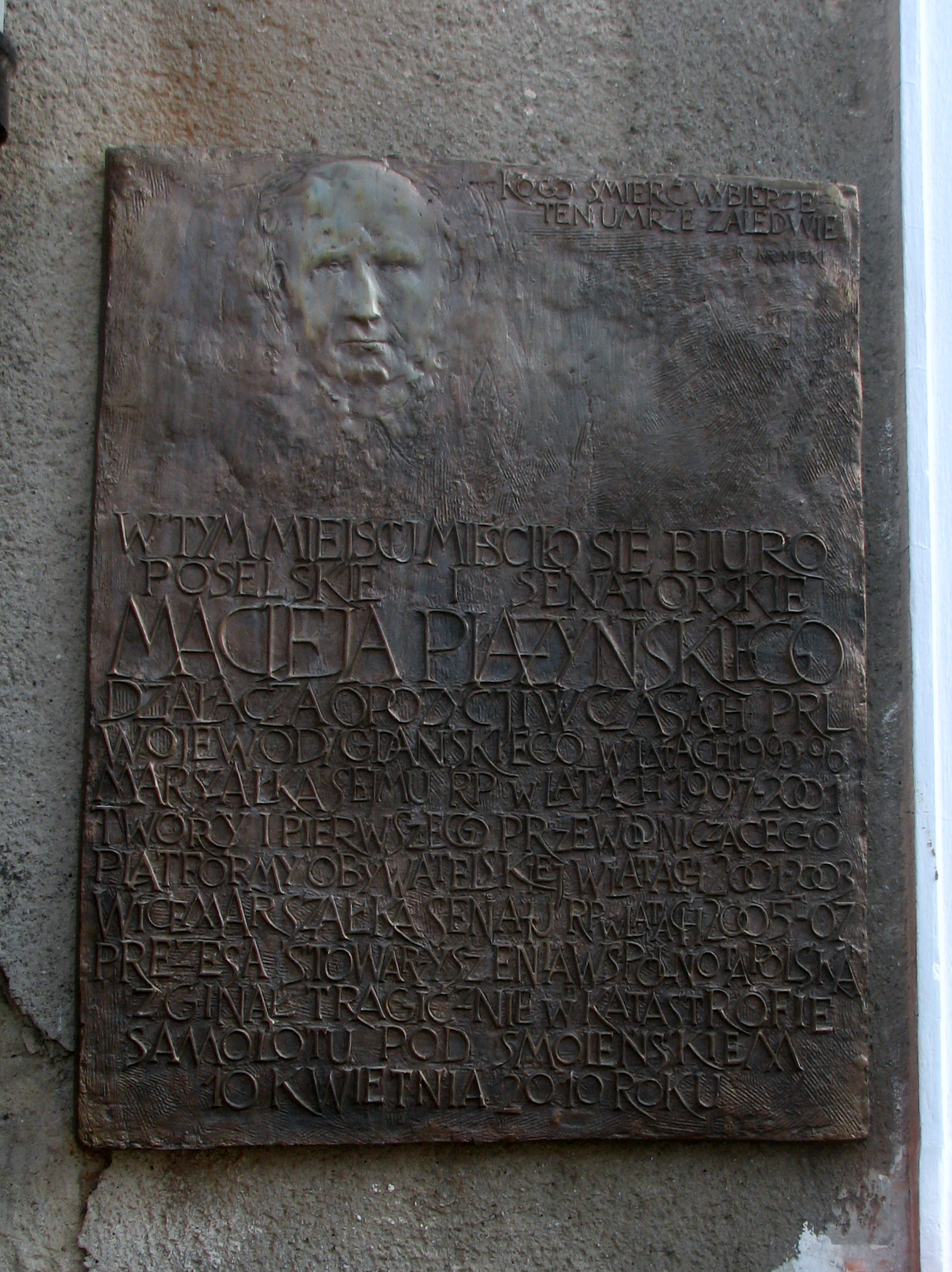
Gedenkplaat op de muur van het kantoor van de voormalige vice-in Gdansk.

Maciej Płażyński (Młynary, 10 februari 1958 - Smolensk, 10 april 2010) was een Pools politicus.
Tussen 1997 en 2001 was hij voorzitter van het parlement (Sejm). In 2001 richtte hij met Donald Tusk en Andrzej Olechowski een nieuwe rechtse partij op, Burgerplatform. Van 2001 tot 2003 was hij partijleider. In 2005 werd hij verkozen tot een zetel in het Senaat (Senat).
Płażyński kwam om het leven toen een Pools regeringsvliegtuig nabij de luchthaven van het Russische Smolensk neerstortte.
- International Standard Name Identifier: 0000 0001 1230 0789
- Library of Congress Control Number: n2019055763
- Nationale Bibliotheek van Polen: a0000003042832
- Virtual International Authority File: 163582390
- WorldCat: E39PBJdcwg37G4YCjktdCh46rq